# ヤンピース
『ヤンピース』は、2006年10月2日から2008年9月5日まで、ニッポン放送をキーステーションに全国ネットで放送されていたラジオ番組放送枠。
「ヤンピース」の由来は、ヤング (Young) とピース  (Peace) をつなぎ合わせた造語であり、10代のリスナーをターゲットとした。

## 放送時間
- 毎週月曜日 - 金曜日 22:00 - 24:00
  - 2008年4月以降は、金曜日のみニッポン放送では23:50までとなり、残り10分はネット局への裏送りとなった。『ますおかちゃんねる』の放送時間繰り上げによる。

## 概要
月曜日 - 木曜日は『東貴博のヤンピース』、金曜日は『南海キャンディーズ 山里亮太のヤンピース フライデースペシャル』（以下、山ちゃんのヤンピース）をそれぞれ基本編成（レギュラー）として放送。レギュラー編成である、東・山里両担当分の通算放送回数は、全484回（公式サイトより）。不定期で「ヤンピーススペシャル」を冠した特別番組を放送した。
2006年10月16日から2007年まで月曜日 - 木曜日は『BITTER SWEET CAFE』（ビタースウィートカフェ）と題し、22:40ごろからラジオドラマを放送した。
2007年2月1日から9月28日までの間、23時台のネタコーナーとエンディングの間のCM（ネット局ではフィラー音楽になっているところもあり）が無くなり、代わりにMAO/dがMCを務める『Very2 MAO/d』を開始した。
フィラーは全曜日同一だが、初期は『ニッポン全国 ラジベガス』で使われていた楽曲を用いた。

### 放送時間変更
- 2007年7月12日の『BITTER SWEET CAFE』はナイター中継延長の影響で、翌日の『山里のヤンピース』に順延放送された。金曜日の放送は初めてとなる。
- 2007年12月24日はニッポン放送と一部のネット局はラジオ・チャリティー・ミュージックソンが放送され、ラジソンを放送したネット局は放送休止となった。ラジソンを放送していないネット局では、12局が『ヤンピースラジオ・チャリティー・ミュージックソンスペシャル』としてニッポン放送と同時ネットを、6局が『ニッポン放送飯田浩司のヤンピースクリスマススペシャル』として裏送りで放送した（後述参照）。

## パーソナリティ
- 月曜日 - 木曜日：東貴博 (Take2) （『東貴博のヤンピース』）
- 金曜日：山里亮太（南海キャンディーズ）（『南海キャンディーズ 山里亮太のヤンピース フライデースペシャル』）

### スペシャルパーソナリティ
以下、ヤンピーススペシャルのパーソナリティ
ヤンキー先生!義家弘介の夢への第一歩
- 義家弘介

タイトル今夜決定! 亀梨和也2時間生ラジオ（2008年4月25日）
- 亀梨和也（KAT-TUN）

ティーンズコイバナ学園（2008年9月1日 - 9月5日）
- 大沢あかね（9月1日）
- マリエ（9月2日）
- 山本梓（9月3日）
- ザブングル（9月4日）
- 里田まい（9月5日）
- 新保友映（9月1日-5日）

コーナーの明細は『東貴博のヤンピース』、『山里亮太のヤンピース』を参照。

## ネタ職人番付
ネタコーナーはポイント制で、ハガキ職人番付がある。月曜の22時台のコーナーを除いたネタコーナー及びネタ職人番付に反映するメールテーマに採用されるたびに枚数が増える。新規リスナーが採用され難い傾向も見られたがのちに若干改善された。過去にラジオネームを誤り本人から苦情メールが寄せられたことがある。

## 内包番組
- 22:20 - 22:30　AAAのA〜お話（月曜 - 木曜）（2007年終了）
- 22:20 - 22:30　アイドリング!!!のラジオリング!!!（月曜 - 木曜）（2008年終了）
- 22:40 - 22:50　BITTER SWEET CAFE（月曜 - 木曜）（2007年で終了）
- 23:30 - 23:40　KAT-TUN スタイル（月曜 - 金曜）（ヤンピース枠終了後も存続）
- 23:52 - 23:55　Very2 MAO/d（月曜 - 金曜）下記を参照。（2007年終了）

### Very2 MAO/d
- パーソナリティーはMAO/d。2007年2月1日開始。
- 5月11日までは、毎週一個のテーマをもとに、リスナーから届いたメールを一通紹介するものだったが、5月14日からは、曜日ごとのテーマを設けて、リスナーから届いたメールを一通紹介するものになった。
- BGMに、MAO/dの2ndシングル『水の祈り-JOY-』や、そのカップリング曲の『OVER U』が流れる。
- 投稿はパーソナリティーのオフィシャルサイト上で受付する形となっている。
- 2007年9月28日に放送終了した。再びネタコーナーとエンディングの間にCMが入る。

## ヤンピーススペシャル

### ヤンキー先生!義家弘介の夢への第一歩
こちらを参照（ネット局はヤンピースと同じ）。

### ティーンズコイバナ学園
ヤンピーススペシャル ティーンズコイバナ学園（ - がくえん）は、2008年9月1日から9月5日まで、ニッポン放送ほか全国ネットで放送されていたラジオ番組である。2008年8月まで放送していた『ヤンピース』の打ち切りに伴い、始まったつなぎ番組である。放送時間は22:00 - 24:00、9月5日のみ23:50まで。リスナーから電話を受け付け、恋などの悩みや相談をパーソナリティと語らう。パーソナリティは日替わりで、アナウンサーは5日間新保友映が出演した。本番組はヤンピースをタイトルに入れた最後の番組である。

## ネット局

### 番組終了時までのネット局
- 青森放送
- IBC岩手放送
- 山形放送
- ラジオ福島
- 茨城放送
- 信越放送
- 山梨放送
- 北陸放送
- 福井放送
- 東海ラジオ放送
- KBS京都
- ラジオ関西
- 山陰放送
- 山口放送
- 西日本放送
- 高知放送
- 長崎放送
- 熊本放送
- 大分放送
- 宮崎放送

### 終了時前のネット局
- 静岡放送
- 和歌山放送
- 九州朝日放送

### 2007年ラジソン放送時のネット局の状況
自社制作のラジソンで休止した局
- 青森放送
- IBC岩手放送
- ラジオ福島
- 九州朝日放送

ニッポン放送のラジソンをそのままネットした局
- 山形放送
- 茨城放送
- 北陸放送
- 福井放送
- 静岡放送
- 東海ラジオ放送
- ラジオ関西
- 山陰放送
- 西日本放送
- 高知放送
- 熊本放送
- 宮崎放送

裏送りで「飯田浩司のヤンピースクリスマススペシャル」をネットした局
- 信越放送
- 山梨放送
- KBS京都
- 山口放送
- 長崎放送
- 大分放送